# Число обертання
У теорії динамічних систем, галузі математики, число обертання гомеоморфізму кола, що зберігає орієнтацію, - середнє "число обертів на одну ітерацію" при тривалому ітеруванні точки. Точніше, це границя відношення (у певний спосіб визначеного) "числа обертів" до кількості ітерацій.

## Визначення
Для формального визначення замість гомеоморфізму кола {\displaystyle f:S^{1}\to S^{1}} розглядають його підняття {\displaystyle F:\mathbb {R} \to \mathbb {R} } для накриття кола прямою {\displaystyle S^{1}=\mathbb {R} /\mathbb {Z} } . Число зсуву цього підняття визначають як границю
{\displaystyle \tau (F)=\lim _{n\to \infty }{\frac {F^{n}(x)-x}{n}},}
де {\displaystyle x\in \mathbb {R} } - довільна точка. Число обертання f тоді визначають як
{\displaystyle \rho (f):=\tau (F)\mod 1\,\in \mathbb {R} /\mathbb {Z} } .

## Властивості
- Число обертання є інваріантом топологічного спряження, що зберігає орієнтацію, і навіть напівспряження відображеннями степеня 1: якщо {\displaystyle h:S^{1}\to S^{1}} - відображення степеня 1, таке, що {\displaystyle f\circ h=h\circ g}, де {\displaystyle f,g} — гомеоморфізми кола, числа обертання {\displaystyle f} і {\displaystyle g} збігаються.
- Як стверджує теорема Пуанкаре, число обертання раціональне тоді й лише тоді, коли відображення має періодичну точку.
- Теорема Данжуа стверджує, що якщо відображення {\displaystyle f} — C2-гладке, а його число обертання {\displaystyle \rho (f)} ірраціональне, то {\displaystyle f} спряжене повороту на {\displaystyle \rho (f)}.
- Число обертання неперервно залежить від гомеоморфізму - відображення {\displaystyle \rho :Homeo(S^{1})\to S^{1}} неперервне.